# بخش سورنا
بخش سورنا یکی از بخش‌های شهرستان رستم در استان فارس ایران به مرکزیت کوپن است.

## مردم
مردم این بخش به زبان لری سخن می گویند.

## جمعیت
بر پایه سرشماری عمومی نفوس و مسکن در سال ۱۳۹۰، جمعیت این بخش ۱۸٬۴۰۳ نفر (در ۴٬۵۰۹ خانوار) بوده‌است.

## تقسیمات کشوری
بخش سورنا از دو دهستان تشکیل شده‌است و مرکز آن شهر کوپن است.
دهستان‌ها:
- دهستان پشتکوه رستم
- دهستان رستم سه